# Borough of Melton
Melton ist ein Verwaltungsbezirk mit dem Status eines Borough in der Grafschaft Leicestershire in England. Verwaltungssitz ist die Stadt Melton Mowbray, wo über die Hälfte der Bevölkerung lebt. Weitere bedeutende Orte sind Asfordby und Bottesford.
Der Bezirk wurde am 1. April 1974 gebildet und entstand aus der Fusion des Urban District Melton Mowbray und des Rural District Melton and Belvoir.